# But (football)
Cet article concerne le but au football. Pour les autres buts des sports collectifs, voir but.
En football, le but est un cadre rectangulaire de 7,32 mètres de large sur 2,44 mètres de haut, défendu par un gardien de but. Un but est marqué quand le ballon a entièrement franchi la ligne de but entre les poteaux et sous la barre transversale. Dans l'époque moderne, un filet est relié aux montants afin de retenir le ballon une fois entré.

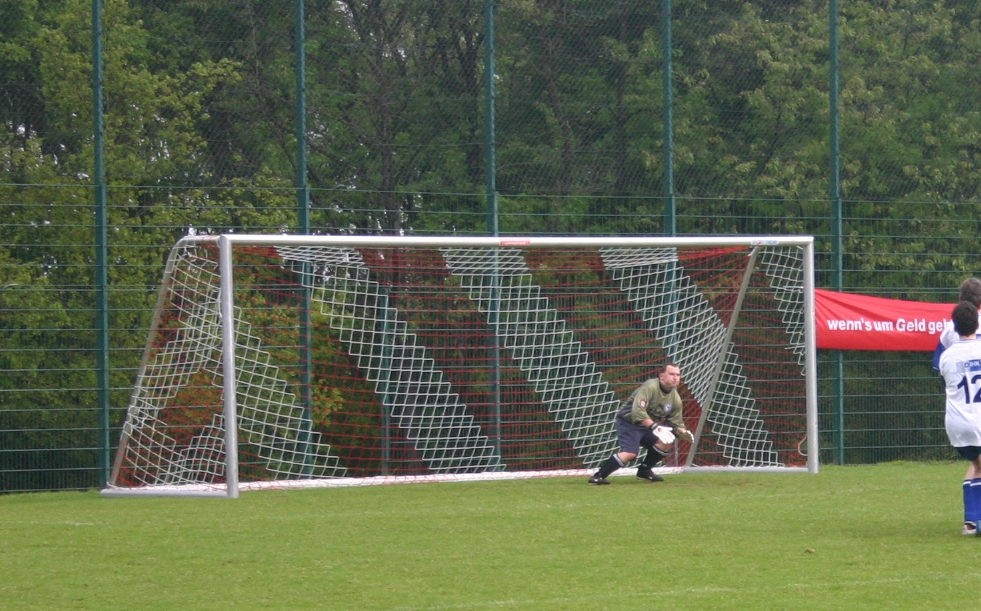
But de football.

## Dimensions

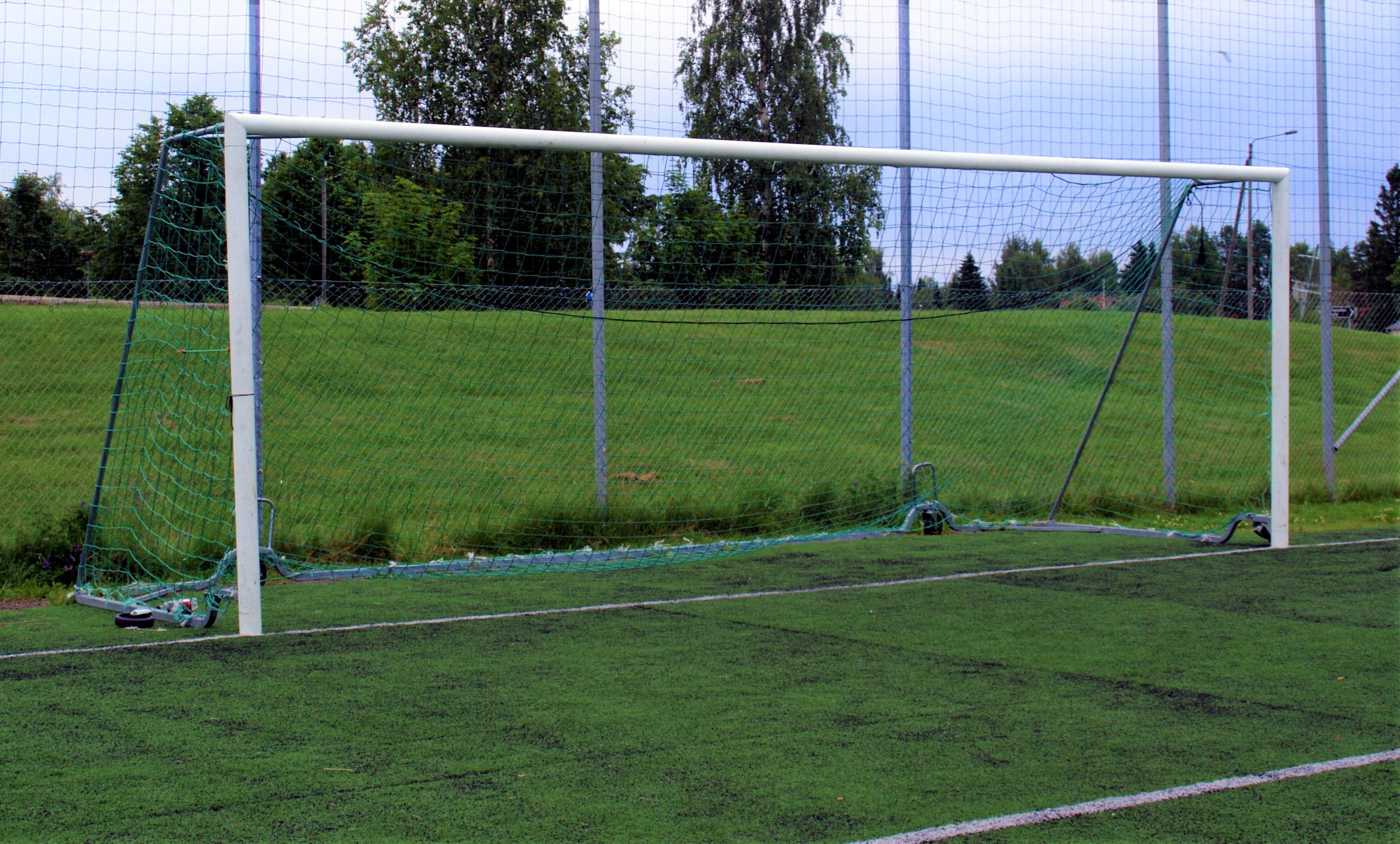
But de football.

Les buts sont placés au centre de chaque ligne de but. Ils sont constitués de deux montants verticaux (poteaux) s’élevant à égale distance des drapeaux de coin et reliés en leur sommet par une barre transversale.
La distance séparant l’intérieur des deux poteaux est de 7,32 m et le bord inférieur de la barre transversale se situe à 2,44 m du sol. Ces mesures sont dues aux unités de mesure anglo-saxonnes utilisée lors de la rédaction des règles du football en 1863 : 8 yards de longueur (soit 7,32m) et 8 pieds de haut (soit 2,44m).
Les poteaux et la barre doivent avoir la même largeur et la même épaisseur, lesquelles doivent se situer entre 10 et 12 cm. La ligne de but doit en outre avoir la même largeur que les poteaux et la barre transversale. Des filets doivent être attachés aux buts et au sol derrière le but et être soutenus afin de ne pas gêner le gardien de but. Si les lignes peuvent être repeinte selon les conditions météo, les poteaux et la barre transversale doivent obligatoirement être de couleur blanche.
Pour un article plus général, voir Loi 1 du football.
La surface de réparation (zone dans laquelle le gardien est autorisé à toucher la balle de toutes les parties de son corps) s'étend sur 16,50 mètres devant le but (en largeur, il y a 16,50 mètres des deux côtés).

## Ergonomie

### Formes des montants

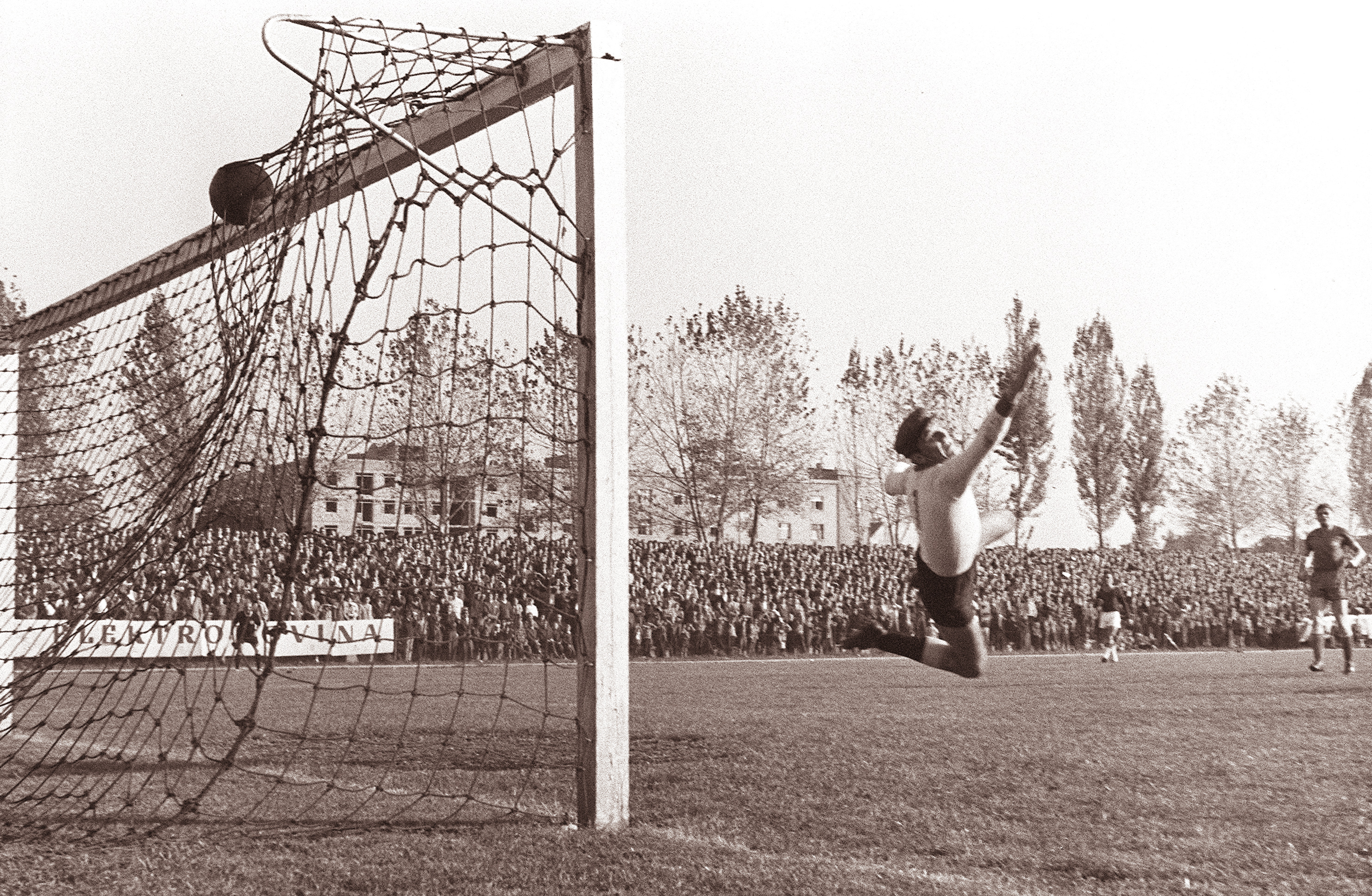
Montants carrés lors d'un match en 1961.

Les poteaux et la barre transversale sont en bois, en métal ou dans une autre matière agréée. Ils peuvent être de forme carrée, rectangulaire, circulaire ou elliptique et ne doivent en aucun cas présenter un danger pour les joueurs.
Historiquement carrés, les premiers poteaux arrondis apparaissent en Italie au début des années 1960. Le match France-Norvège de 1964 est le premier pour les Bleus joué avec des poteaux ronds, et le Parc des Princes les conservera pour la suite. La Finale de la Coupe du monde de football de 1966 est disputée avec des poteaux ronds et le but litigieux de Hurst contribuera aussi à leur promotion. La transition sera alors rapide et au début des années 1970, il ne subsiste que quelques spécimens de poteaux carrés. Pour autant, en mai 1976, les poteaux encore carrés du match entre l'AS Saint-Étienne et le Bayern Munich en finale de la Coupe des champions 1975-1976 marque la mémoire collective des supporters français.

### Filets

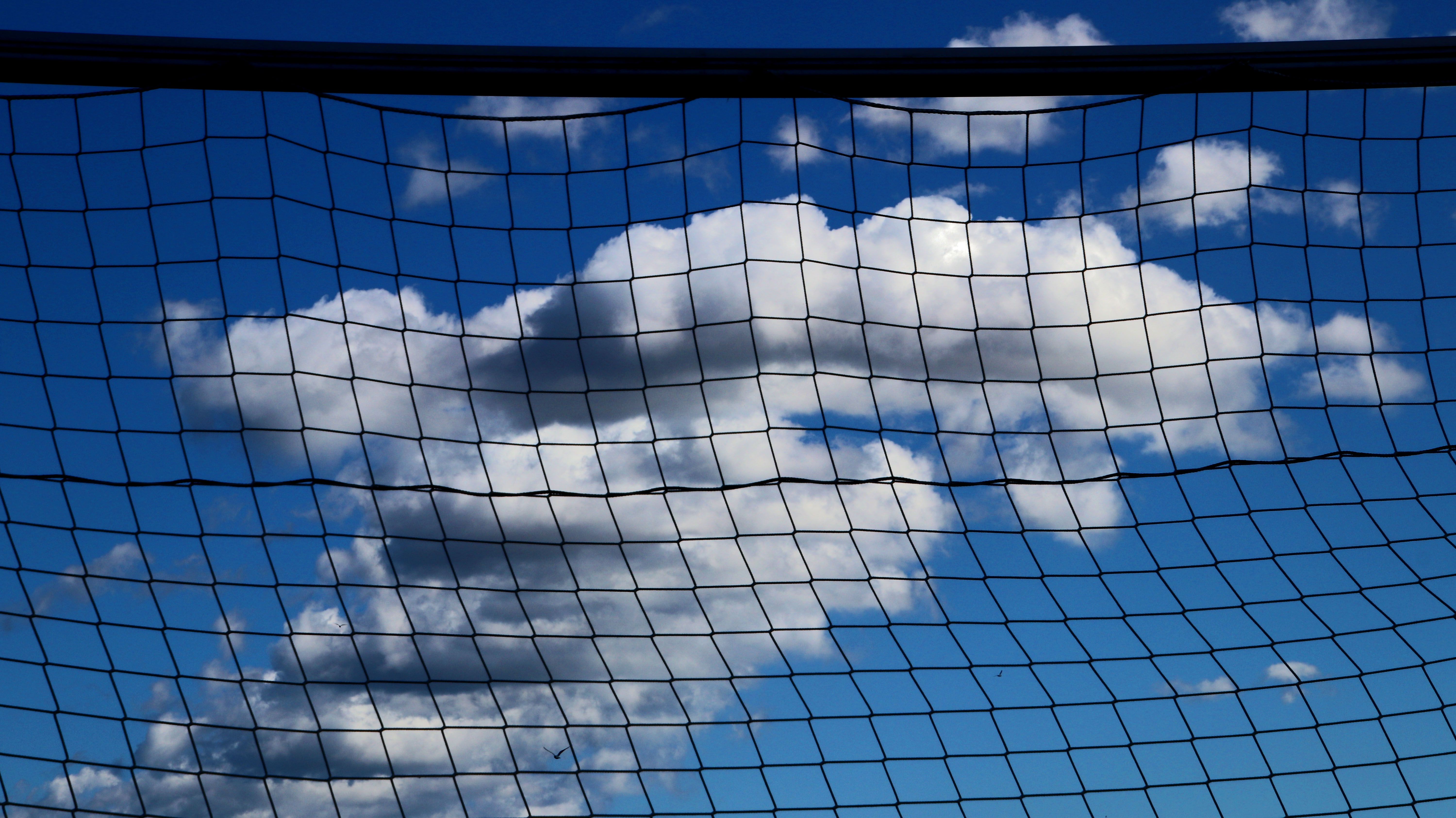
Exemple de filet accroché à la barre transversale.

À l'arrière, un filet est mis en place pour empêcher la balle de continuer sa course une fois entrée dans le but. Au début de chaque rencontre, l'arbitre est tenu de vérifier le maillage du filet afin d'être assuré que la balle ne peut passer ailleurs qu'entre les poteaux.

## But marqué
Par abus de langage, on appelle « but » le fait que le ballon franchisse entièrement la ligne de but entre les poteaux et sous la barre transversale, sous réserve qu’aucune faute ou infraction aux lois du jeu n’ait été commise par l’équipe ayant marqué le but.
Pour un article plus général, voir Loi 10 du football.

### But accordé

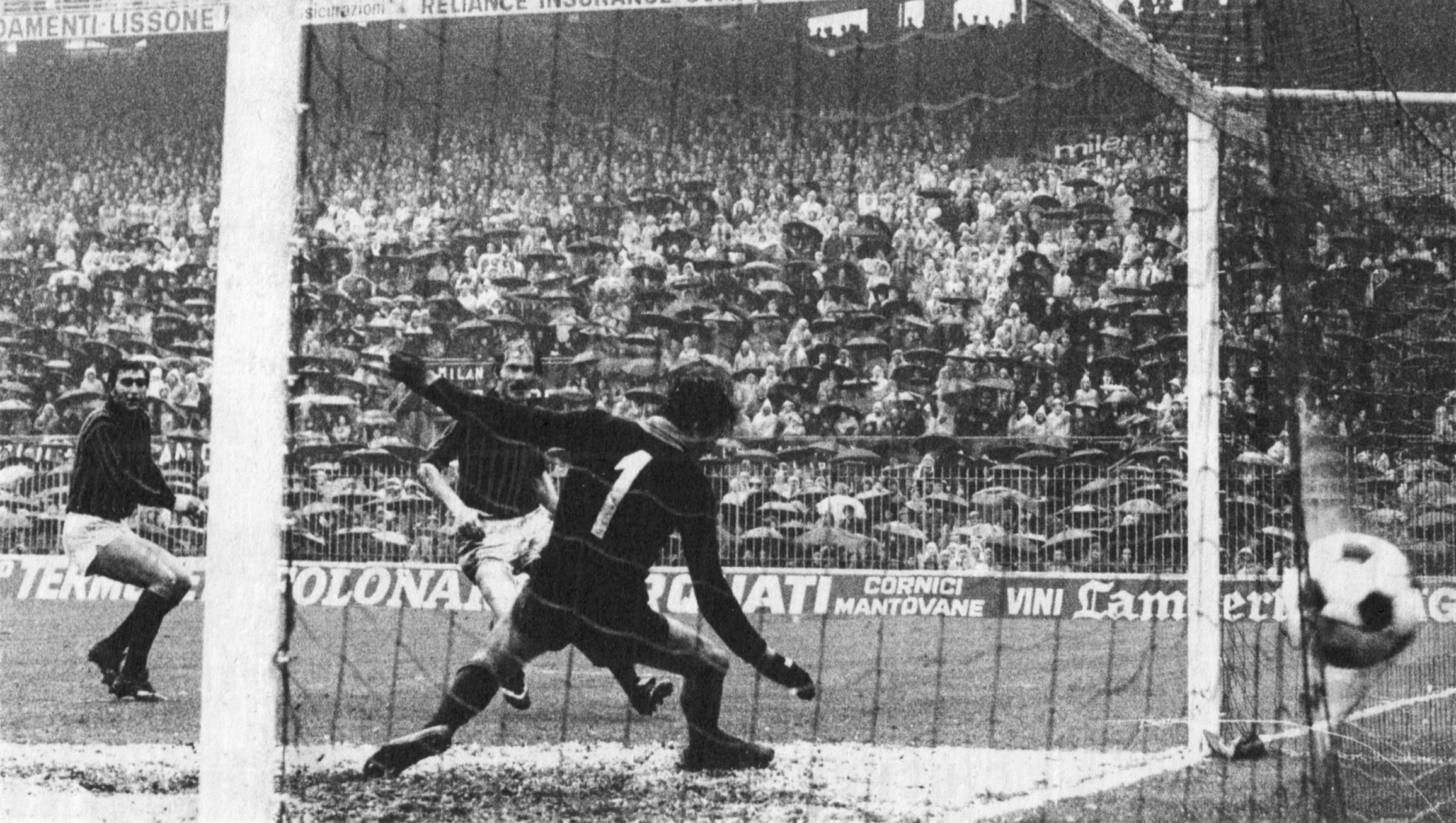
Ballon venant de franchir la ligne en 1975.

Un but marqué directement après une reprise de jeu sans avoir été touché par un joueur est valable après :
- le coup d'envoi
- un coup de pied de but
- un penalty
- un coup franc direct
- un corner

### But refusé
Un but  :
- en cas de hors-jeu dans l'action précédent le but
- si le but a été marqué de la main par l'équipe en attaque, et même en cas de main involontaire, ou balle lancée par un gardien depuis sa propre surface
- s'il est marqué directement 
  - sur coup franc indirect
  - sur balle à terre
  - sur une touche
- lorsque le joueur botte directement dans son propre but (donnant lieu à un corner pour l'adversaire)[4] :
  - sur coup franc direct
  - sur le coup d'envoi
  - sur coup de pied de coin
  - sur coup de pied de but
- si l'arbitre a sifflé avant que le ballon ne pénètre dans le but
- si le ballon a touché l'arbitre avant de pénétrer dans le but
- si le ballon qui a franchi la ligne de but est crevé